# Heinz Bothe-Pelzer
Heinz Bothe-Pelzer (* 31. Juli 1916 in Düren; † 9. November 2015 in Oberhaching) war ein deutscher Schriftsteller, Drehbuchautor und Produktionsleiter.

## Leben und Wirken
Über Bothe-Pelzers Werdegang ist kaum etwas bekannt. Vor dem Zweiten Weltkrieg spielte er am Theater in Berlin und Wien. Wegen einer Kriegsverletzung am Bein musste er die Schauspielerei aufgeben. Er arbeitete nach dem Zweiten Weltkrieg als freischaffender Autor und kam in den 1950er Jahren auch sporadisch mit dem Kinofilm in Kontakt. Bothe-Pelzer wurde seit 1967 bekannt, als er begann, intensiv Drehbücher für das Fernsehen zu verfassen. Sein Spezialgebiet wurden Vorabendserien, die er vor allem für das ZDF lieferte. Zu einigen dieser Serien schrieb Bothe-Pelzer nachträglich auch Romane mit stark ähnlichen bzw. identischen Titeln (wie z. B. „Der Diamantendetektiv – Duell in der Wüste“ und „John Ralling – Abenteuer um Diamanten“). Zu Beginn der 1970er Jahre verfasste er für Rudolf Jugert auch eine Reihe von Drehbüchern für Schweizer Märchenverfilmungen, die allesamt 1971 entstanden. Ein Jahrzehnt später beendete Bothe-Pelzer bereits wieder seine Fernsehtätigkeit. Heinz Bothe-Pelzer, der auch unter den Pseudonymen Fred Daysenhof und Henry Morrisson veröffentlicht hatte, lebte in Kapstadt (Südafrika) und Deisenhofen bei München, wo er am 9. November 2015 im Alter von 99 Jahren starb.
Sein Sohn ist der Kunstmaler Mathias Waske.

## Filmografie
als Drehbuchautor, wenn nicht anders angegeben
- 1955: In Hamburg sind die Nächte lang (nur Herstellungsleitung)
- 1959: Hubertusjagd
- 1961: Gefährliche Reise (1962 neu herausgebracht unter Der Teufel von Kapstadt)
- 1967: Gespensterquartett
- 1968: Das Ferienschiff (TV-Serie)
- 1969: Ein Sommer mit Nicole
- 1969–1970: Luftsprünge (TV-Serie)
- 1970: Diamantendetektiv Dick Donald (TV-Serie)
- 1971: Von Liebe keine Rede (TV-Serie)
- 1971: Schneewittchen
- 1971: Hänsel und Gretel
- 1971: Sie liebten sich einen Sommer
- 1971: König Drosselbart (UA: 1976)
- 1971: Die kluge Bauerntochter (UA: 1977)
- 1971: Allerleirauh (UA: 1977)
- 1971: Die Gänsemagd (UA: 1977)
- 1972: Sprungbrett (TV-Serie)
- 1972: Die lustigen Vier von der Tankstelle
- 1975: John Ralling – Abenteuer um Diamanten (TV-Serie)
- 1981: I. O. B. – Spezialauftrag (TV-Serie)

## Weitere Veröffentlichungen
- Von der Hand in den Mund. Über Fehlstarts in den Beruf und darüber wie man sich doch noch flottmacht
- Von der Hand in den Mund oder no future für Rolf G.? Nach dem gleichnamigen Schauspiel. Herbig, München, 1982. ISBN 978-3-77661165-6
- Kimberley: Diamanten, das große Abenteuer
- Belauschte Welt der Tiere. Mit Tonband und Kamera durch Afrika (Schallplatte 1975)